# Tramwaje w Cagliari

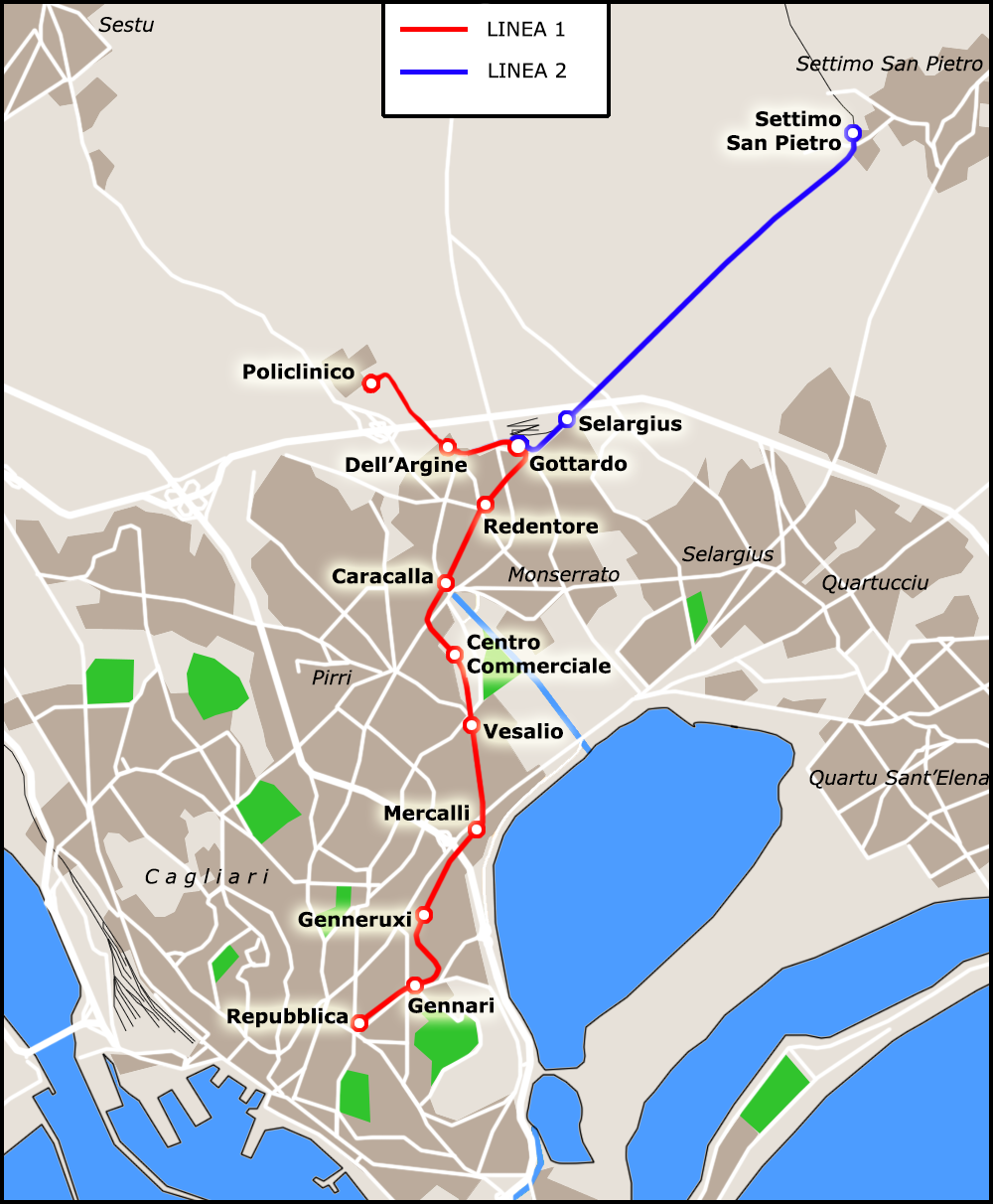
Mapa linii tramwajowych

Tramwaje w Cagliari – system komunikacji tramwajowej działający głównie we włoskim mieście Cagliari na Sardynii, funkcjonujący w latach 1893–1973 i ponownie od 2008. Połączenia tramwajowe z Cagliari wykonywane do pobliskich miast Monserrato, Selargius i Settimo San Pietro są częścią tego systemu komunikacji tramwajowej.

## Historia

### Dawny system tramwajowy
Cagliari po raz pierwszy miało system tramwajowy od 1893 do 1973. W maksymalnym zakresie miał sześć linii.

### Obecny system tramwajowy

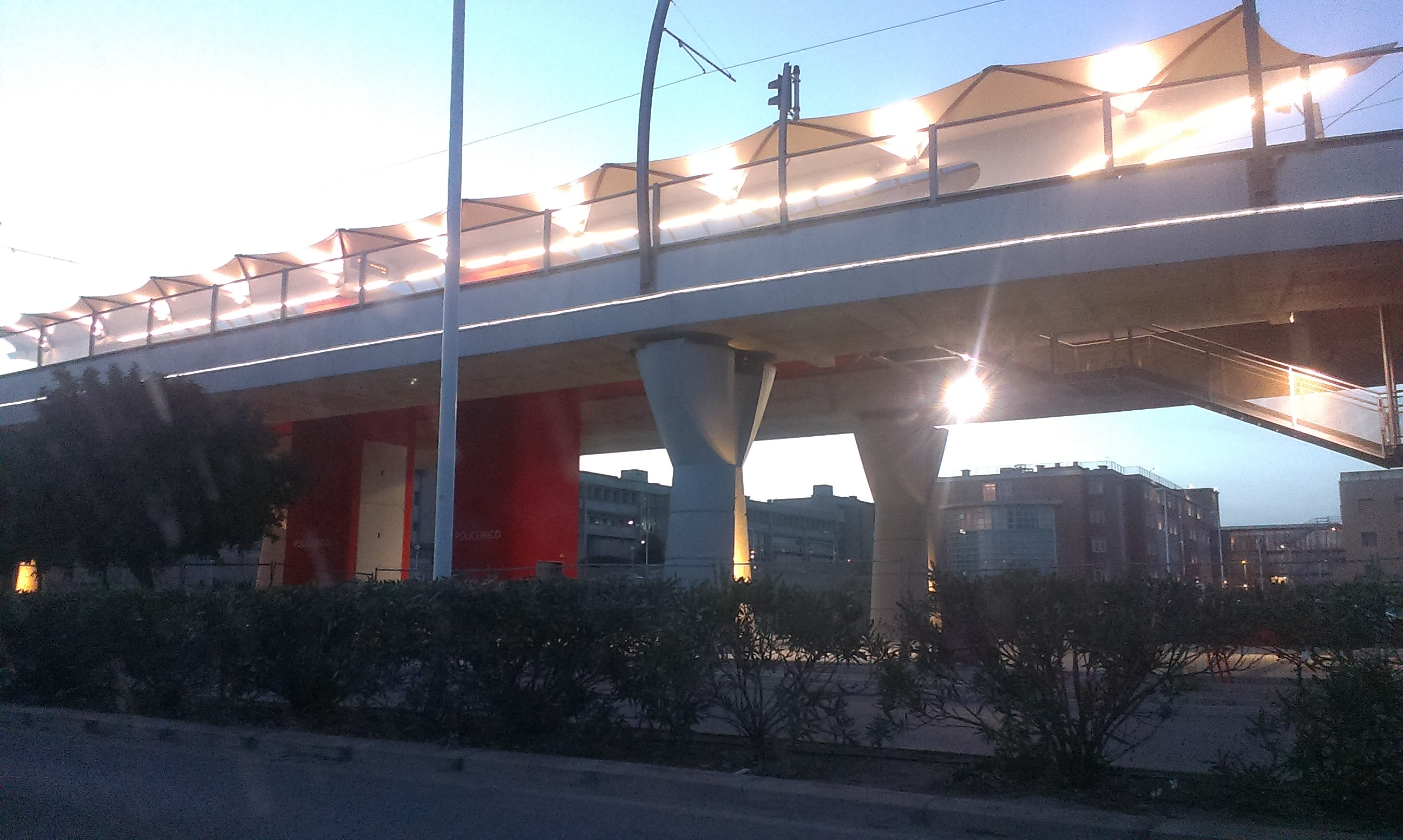
Przystanek Policlinico, pętla linii 1

Prace nad pierwszą linią tramwajową trwały pomiędzy czerwcem 2004 a majem 2007. Tramwaje w Cagliari uruchomiono 17 marca 2008 na trasie o długości 6,45 km. Z powodu poprowadzenia linii trasą kolejki wąskotorowej rozstaw toru wynosi 950 mm.
Prace nad rozszerzeniem linii trwały przez całe lata 2010–2019: w 2010 rozpoczęto prace nad przedłużeniem linii 1 z Monserrato Gottardo do kliniki Uniwersytetu w Cagliari (Policlinico Universitario), a w 2012 rozpoczęto prace nad linią 2 z Monserrato Gottardo do pobliskiego miasta Settimo San Pietro. Rozszerzenie linii 1 do kliniki zostało uruchomione 14 lutego 2015, a 3 kwietnia tego samego roku uruchomiono linię 2 z Monserrato Gottardo do Settimo San Pietro.

## Tabor
Do obsługi linii zamówiono 6 tramwajów Škoda 06T, dostarczonych w 2007. Później zwiększono liczbę zamówionych tramwajów do 9. Tramwaje 06 T są wagonami pięcioczłonowymi, częściowo niskopodłogowymi, o długości 30 m. Pierwsze tramwaje do Cagliari dotarły w 2007, pozostałe miały dotrzeć w 2013.